# Симпсон (округ, Миссисипи)
Округ Симпсон (англ. Simpson County) — округ штата Миссисипи, США. Население округа на 2000 год составляло 27639 человек. Административный центр округа — город Менденхолл.

## История
Округ Симпсон основан в 1824 году.

## География
Округ занимает площадь 1525.5 км2.

## Демография
Согласно переписи населения 2000 года, в округе Симпсон проживало 27639 человек (данные Бюро переписи населения США). Плотность населения составляла 18.1 человек на квадратный километр.